# Iskut River
Der Iskut River ist ein linker Nebenfluss des Stikine River im nordwestlichen British Columbia (Kanada). Der etwa 240 km lange Fluss bildet den größten Zufluss des Stikine River. Er besitzt ein Einzugsgebiet von ungefähr 9500 km².

## Flusslauf
Der Iskut River hat seinen Ursprung im Kluachon Lake in der Nähe der Ortschaft Iskut. Er fließt anfangs in südlicher Richtung durch die Seen Eddontenajon Lake, Tatogga Lake, Kinaskan Lake und Natadesleen Lake im äußersten Osten der Boundary Ranges. Der Kinaskan Lake Provincial Park reicht vom südlichen Seeende des Kinaskan Lake bis etwa einen Kilometer unterhalb des Natadesleen Lake und umfasst dabei den unterhalb des Natadesleen Lake am Iskut River gelegenen Wasserfall Cascade Falls (⊙). Bei Flusskilometer 188 trifft der Little Iskut River von rechts auf den Iskut River. Der Fluss setzt seinen Kurs nach Süden fort. Etwa bei Flusskilometer 140 befindet sich der Iskut River Hot Springs Provincial Park (⊙) mit seinen heißen Quellen am rechten Flussufer. Bei Flusskilometer 120 mündet der Ningunsaw River von links in den Fluss. In der Nähe befindet sich die Siedlung Bob Quinn Lake. Der British Columbia Highway 37, der entlang dem Oberlauf des Iskut River verläuft, zweigt an dieser Stelle nach Südosten ab. Auf den folgenden 46 Kilometern wendet sich der Iskut River in Richtung Südsüdwest. Anschließend fließt der Iskut River auf seinem unteren Flussabschnitt über eine Strecke von 73 km nach Westen, bevor auf den von Norden heranströmenden Stikine River trifft.

## Hydrometrie
Etwa 8,5 km oberhalb der Mündung befindet sich am linken Flussufer ein Abflusspegel (⊙). Der gemessene mittlere Abfluss (MQ) beträgt 456 m³/s. Das zugehörige Einzugsgebiet umfasst eine Fläche von etwa 9500 km². Im folgenden Schaubild werden die mittleren monatlichen Abflüsse für die Messperiode 1959/2021 in m³/s dargestellt.

## Wasserkraftwerke
Am Übergang vom Mittel- zum Unterlauf befinden sich 3 Laufwasserkraftwerke am Iskut River. Diese befinden sich im traditionellen Gebiet der Tahltan First Nation. Die Kraftwerke wurden von der kanadischen Firma AltaGas in der ersten Hälfte der 2010er Jahre errichtet. Sie haben eine installierte Gesamtleistung von 277 MW.

### Wasserkraftwerk Volcano Creek
Das Wasserkraftwerk Volcano Creek nutzt das Gefälle des linken Nebenflusses Volcano Creek. Etwa 5,2 km oberhalb dessen Mündung in den Iskut River befindet sich ein Wehr (⊙), wo das Wasser zum Kraftwerk abgeleitet wird. Das Umspannwerk (⊙) befindet sich flussabwärts am Volcano Creek. Die installierte Leistung des Kraftwerks beträgt 16 MW. Die Inbetriebnahme des Kraftwerks war 2014.

### Wasserkraftwerk Forrest Kerr
Am Unterlauf des Iskut River wurde 2010–2014 das Wasserkraftwerk Forrest Kerr errichtet. Das Einzugsgebiet des oberstrom gelegenen Iskut River beträgt 6290 km². Die installierte Leistung beträgt 195 MW. Die Anlage umfasst ein Wehr (⊙) am Iskut River direkt unterhalb der Einmündung des Forrest Kerr Creek. Dort wird ein Teil des Flusswassers abgeleitet. Ferner gehören zur Anlage Absetzbecken, um den Sedimentgehalt des Wassers zu senken, ein 3,3 km langer Zuleitungstunnel (power tunnel), das Kavernenkraftwerk, der Tunnel (tailrace tunnel) abstrom vom Kraftwerk, über welchen das Wasser wieder dem Fluss zugeführt wird, sowie ein Umspannwerk (⊙). Die Ausbauwassermenge liegt bei 252 m³/s. Die Brutto-Fallhöhe beträgt 100 m. Das unterirdische Kraftwerkshaus misst 144 m (L) × 27 m (H) × 17 m (B). Es beherbergt 9 horizontale Francis-Turbinen mit jeweils 22 MW Leistung. Die Turbinen sind jeweils mit einem 26,1 MVA-Generator verbunden.

### Wasserkraftwerk McLymont Creek
Das Wasserkraftwerk McLymont Creek nutzt das Gefälle des rechten Nebenflusses McLymont Creek. Etwa 4,3 km oberhalb dessen Mündung in den Iskut River befindet sich ein Wehr (⊙), wo das Wasser zum Kraftwerk abgeleitet wird. Etwa einen Kilometer unterhalb der Mündung des McLymont Creek befindet sich am rechten Flussufer des Iskut River die Einleitungsstelle (⊙). Die installierte Leistung des Kraftwerks beträgt 66 MW. Die Inbetriebnahme des Kraftwerks war 2015.